# 쑤저우 중난 센터
쑤저우 중난 센터는 중화인민공화국 쑤저우시에 공사중인 마천루이다. 당초 계획은 729m 138층으로 중국 최고층 마천루를 꿈꾸며 착공하여 2021년 완공 예정이었지만 2020년 초 중국이 500m 이상 건물 금지 법을 만들면서 높이가 499.15m로 줄었고 이 건물은 약 6년 6개월의 기간 동안 공사를 하고 2027년 완공된다.

## 같이 보기
- 중화인민공화국의 마천루 목록
- 100층 이상의 마천루 목록